# Železniční nehoda u Bad Aiblingu
Při železničním neštěstí u Bad Aiblingu se na masopustní úterý 9. února 2016 kolem 6:48 hodin CET v Horním Bavorsku čelně srazily dva vlaky na jednokolejné trati Holzkirchen-Rosenheim. Při nehodě 10 lidí zemřelo, 80 bylo zraněno, z toho 10 vážně. Jeden z vážně zraněných později zemřel, takže celkově je počet obětí na životech jedenáct.
Neštěstí se odehrálo v údolí Mangfall u lázeňského města Bad Aibling, mezi zastávkou Bad Aibling Kurpark a nádražím Kolbermoor.[zdroj?] Oba vlaky patřily Bavorským drahám (BOB), jež je provozovaly pod obchodní značkou Meridian; šlo o elektrické jednotky řady Stadler FLIRT, konkrétně Flirt 3. Oba vlaky byly pravidelné posilové spoje.[zdroj?]
Havárii zavinil výpravčí, který omylem pustil oba vlaky proti sobě. Svou chybu si sice později uvědomil, ale nestihl ji už napravit. V prosinci 2016 byl odsouzen na tři a půl roku do vězení. U soudu mu značně přitížilo zjištění, že v době, kdy odbavoval tyto vlaky, hrál současně hry na svém mobilním telefonu. Práva na odvolání se vzdal.